# Mikojan-Gurewitsch I-350
Die Mikojan-Gurewitsch I-350 (russisch Микоян-Гуревич И-350) ist ein sowjetisches Experimentaljagdflugzeug für den Überschallbereich.

## Geschichte
Anfang der 1950er-Jahre entstand im Konstruktionsbüro Mikojan die I-350 als Ausgangsmuster einer neuen Generation von Überschall-Abfangjägern. Der seinerzeit noch mit dem Projektcode M bezeichnete und in Ganzmetall-Halbschalenbauweise konzipierte Mitteldecker besaß neuentwickelte Tragflächen mit einer Vorderkantenpfeilung von 60° (bei anderen Quellen 55°); Rumpf und Leitwerk lehnten sich eng an die zur gleichen Zeit erprobte MiG-17 an. Als Antrieb fand das von Archip Ljulka entwickelte Triebwerk TR-3A (AL-5) Verwendung – das erste allein von sowjetischen Konstrukteuren entworfene Strahltriebwerk. Ebenfalls neu entwickelt war das Hydrauliksystem für die Steuerung, das zuvor bereits erfolgreich in einer MiG-15LL erprobt worden war.
Der erste Prototyp M-1 startete, gesteuert von G. A. Sedow, am 16. Juni 1951 zum Erstflug. Ausgerüstet war er mit einem Zweiantennen-Funkmessvisier Isumrud. Der zweisitzige Trainer MT mit RP-1-Funkmessvisier und Doppelsteuerung und die mit einem Einantennen-Funkmessgerät Korschun ausgestattete M-2 blieben Projekte.
Die Flugerprobung war begleitet von Problemen mit dem nicht ausgereiften Triebwerk Ljulka AL-5 (erst sein Nachfolger Ljulka AL-7 war ein einsatzreifes Muster), weshalb die Erprobung nach nur fünf Testflügen eingestellt und die vielversprechendere Testflugzeug-Reihe SM bevorzugt wurde, die später zu dem in Serienproduktion hergestellten Überschall-Abfangjäger MiG-19 führte.

## Technische Daten
| Kenngröße             | Daten                                               |
| --------------------- | --------------------------------------------------- |
| Besatzung             | 1                                                   |
| Länge                 | 16,65 m                                             |
| Spannweite            | 9,73 m                                              |
| Flügelfläche          | 36 m²                                               |
| Flügelstreckung       | 2,6                                                 |
| Leermasse             | 6.124 kg                                            |
| Startmasse            | normal 8.000 kg maximal 8.710 kg                    |
| Antrieb               | ein Ljulka TR-3A (AL-5)                             |
| Leistung              | 51,5 kN                                             |
| Höchstgeschwindigkeit | 1.240 km/h in Bodennähe 1.266 km/h in 10.000 m Höhe |
| Steigzeit             | 1,1 min auf 5.000 m Höhe                            |
| Dienstgipfelhöhe      | 16.600 m                                            |
| Reichweite            | normal 1.120 km maximal 1.620 km                    |
| Bewaffnung            | eine 37-mm-MK N-37 zwei 23-mm-MK NR-23              |